# تصالب (كنيسة)

موقع التصالب من الكنيسة

التَصَالُب هو جزء من الكنيسة عند تقاطع الصحن والجناح.

## معرض صور

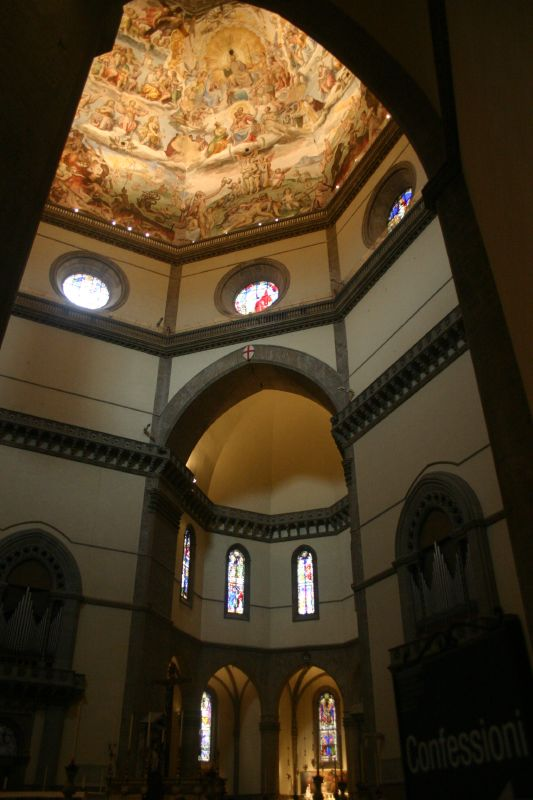
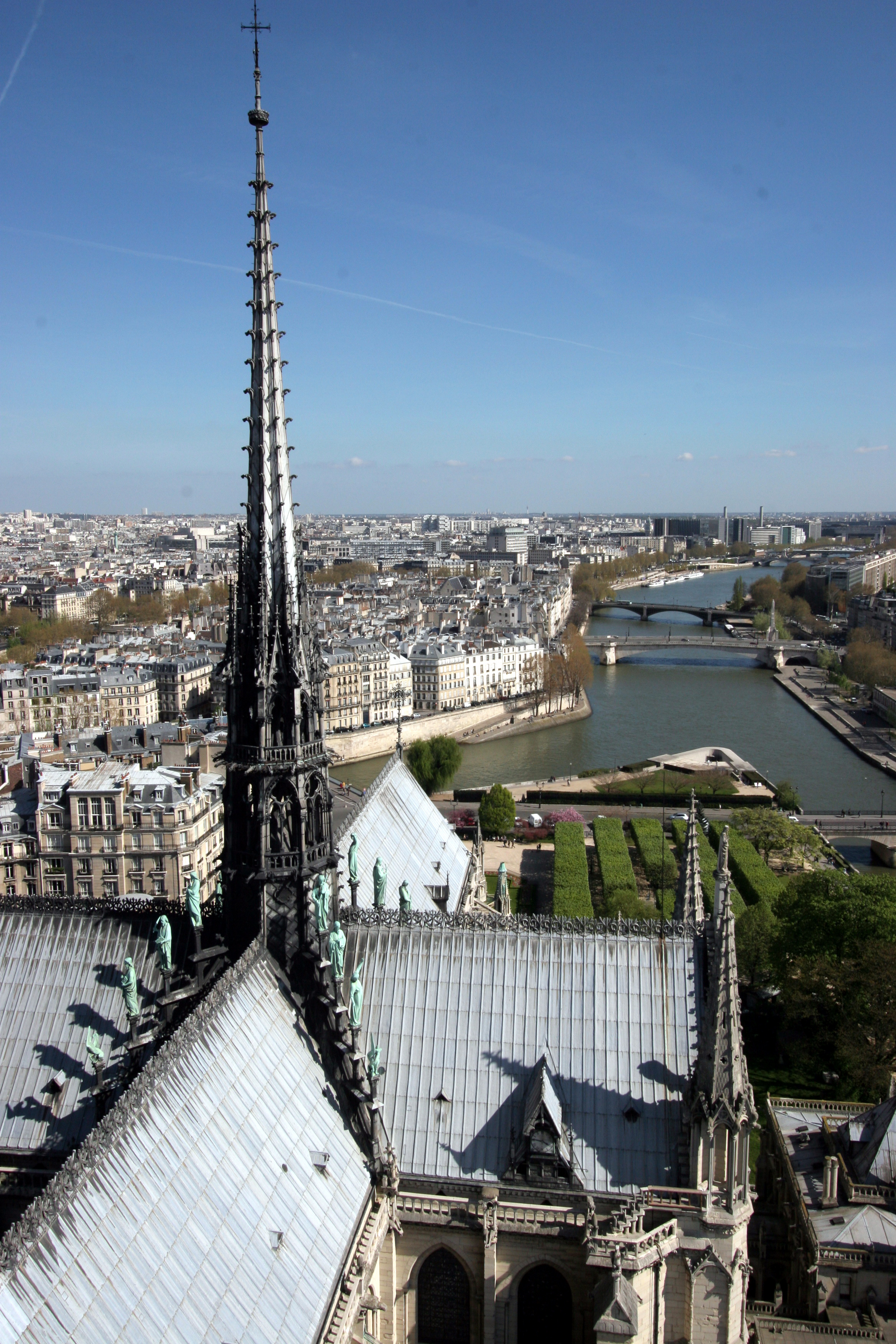
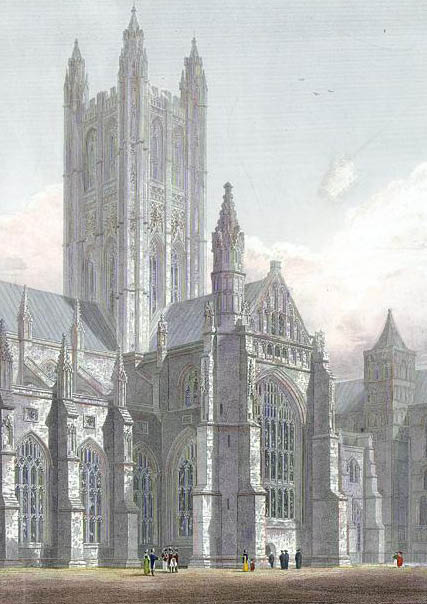
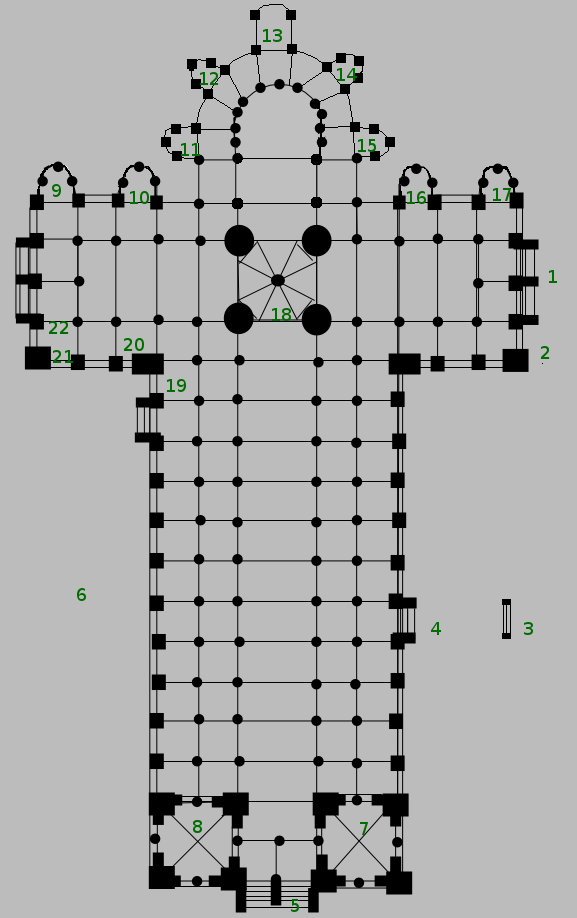
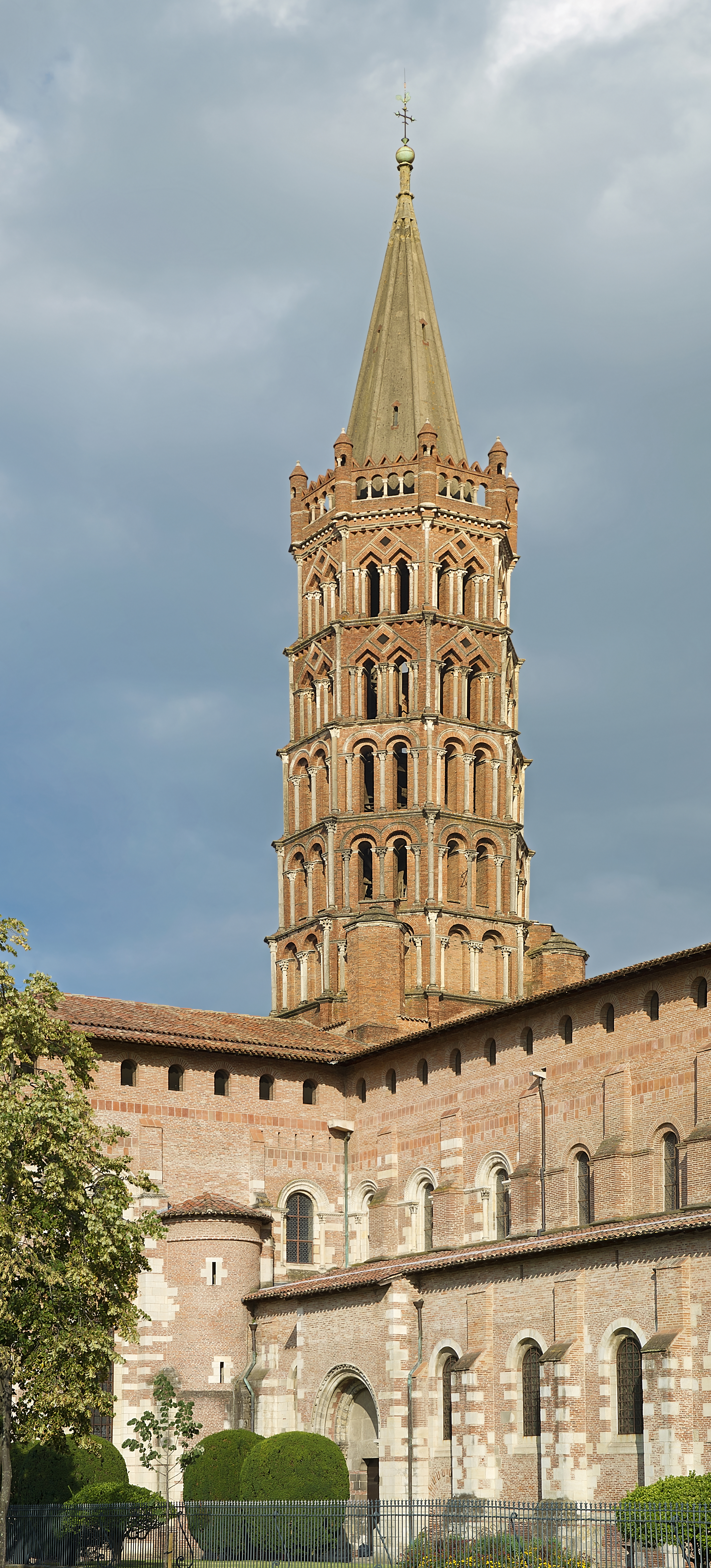
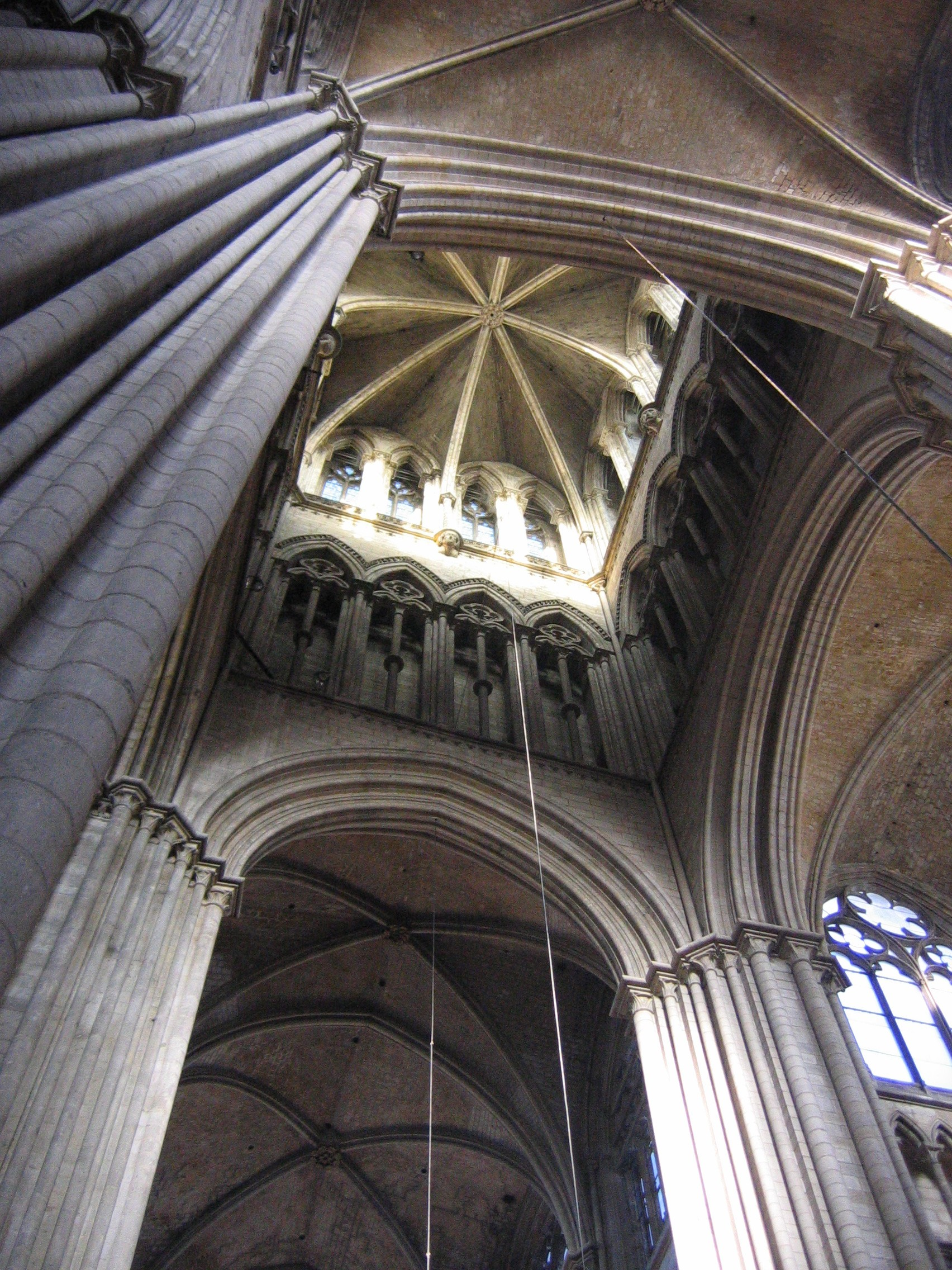